# We Call on Him
We Call on Him (Traducido literalmente como "Lo llamamos") es una canción del género sacro o góspel grabada por Elvis Presley y compuesta por la triada  Fred Karger, Ben Weisman  y Sid Wayne.  Elvis registró la canción en el legendario estudio B de RCA en Nashville, Tennessee el 11 de septiembre de 1967. La compañía RCA editó al año siguiente el tema como disco simple con You'll Never Walk Alone en el lado B. 
Durante la sesión de grabación Elvis se encargó de tocar el piano mientras que los coros estuvieron a cargo de Millie Kirkham y el grupo vocal The Jordanaires   En su edición para el mercado europeo, la canción ingresó a las listas de éxitos de Bélgica. 
Aunque el sencillo no logró las suficientes ventas como para alcanzar la categoría de disco de oro, la RCA volvió a editar las canciones en el álbum You'll Never Walk Alone en 1971 con un resultado totalmente diferente, alcanzando este trabajo con el correr del tiempo, la categoría de triple disco de platino. 

## Letra
La letra gira en torno a la reflexión religiosa introspectiva del protagonista sobre los momentos en que los feligreses suelen recurrir a la invocación a Dios, 
We call on Him
Whenever storm clouds gather
We call on Him to light our darkest day
Why must it be that only when we're lonely

And hopes are dim, we call on Him

## Listas
| País   | Lista            | Posición alcanzada |
| ------ | ---------------- | ------------------ |
| Bégica | Ultratop Chanson | Tip                |

## Ediciones
- We Call on Him / You'll Never Walk Alone (sencillo) RCA 1968 [3]
- You'll Never Walk Alone (álbum) RCA 1971
- Peace In The Valley - The Complete Gospel Recordings (álbum) RCA 2000 [7]